# Liste der Monuments historiques in Bras-sur-Meuse
Die Liste der Monuments historiques in Bras-sur-Meuse führt die Monuments historiques in der französischen Gemeinde Bras-sur-Meuse auf.

## Liste der Objekte
| Bezeichnung | Beschreibung                                                         | Standort                        | Kennzeichnung | Schutzstatus | Datum | Bild |
| ----------- | -------------------------------------------------------------------- | ------------------------------- | ------------- | ------------ | ----- | ---- |
| Uhrwerk     | aus der ersten Hälfte des 20. Jahrhunderts                           | in der Mairie (Lage)            | PM55002685    | Classé       | 2010  |      |
| Kreuzweg    | 14 Gemälde; Ölfarbe auf Holz, Holzrahmen, um 1932 von Lucien Lantier | in der Kirche St-Maurice (Lage) | PM55002684    | Inscrit      | 2010  |      |